# Forest Research Institute

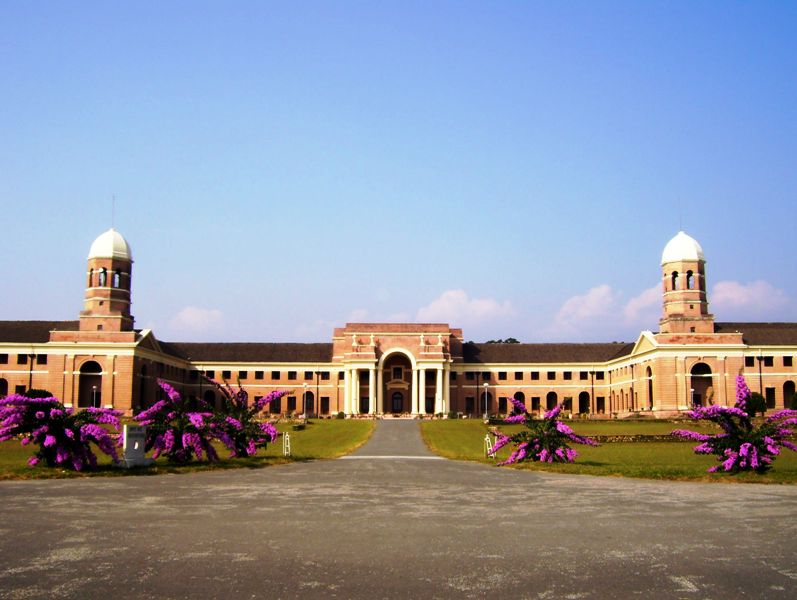
Hauptgebäude des Hauptgebäudes des Forest Research Institute in Dehradun

Das Forest Research Institute (deutsch etwa: "Forst-Forschungs-Institut", Hindi: वन अनुसन्धान संस्थान) ist ein zentrales Forschungs- und Lehrinstitut für Forstwirtschaft der indischen Regierung in Dehradun, Uttarakhand. Es ist einer Universität gleichgestellt ("deemed unviversity").

## Geschichte
Bereits 1864 wurde in Dehradun eine Schule für Förster gegründet. 1878 wurde durch die britische Kolonialregierung die Forest School of Dehradun gegründet, unter Mitwirkung des deutsch-britischen Forstbotanikers Dietrich Brandis. Im Jahr 1906 wurde das Institut als Imperial Forest Research Institute (Kaiserliches Forst-Forschungs-Institut) mit sechs Kolonialoffizieren neu gegründet. Von 1908 an war der indische Revolutionär Rash Behari Bose hier als head clerk tätig. Das Institut war zuerst in Gebäuden der heutigen Doon School ansässig, das heutige Hauptgebäude wurde von 1923 bis 1929 gebaut.
Im Rahmen der Unabhängigkeit wurde die Verwaltung 1947 in indische Hände übergeben. Erster indischer Leiter des Instituts wurde C. R. Ranganathan.

## Lehre
Das Institut bietet Masterstudiengänge in Forstwirtschaft, Umweltmanagement, Holzwirtschaft und Papierindustrie an. Auch Promotionen werden am Institut betreut.

## Museen
In dem Gebäude befinden sich fünf Museen. Das Museum für Entomologie widmet sich den Insekten, das Museum für Pathologie verschiedenen Waldkrankheiten, das Holzmuseum stellt die bekanntesten und kommerziell wichtigsten Holzarten aus. Weiter existieren Museen für andere Waldprodukte wie Harze und Fasern und ein Museum der Forstwirtschaft.